# Keiren Westwood
Keiren Westwood (ur. 23 października 1984 w Manchesterze) – irlandzki piłkarz występujący na pozycji bramkarza w Sheffield Wednesday.

## Kariera klubowa
Westwood zawodową karierę rozpoczynał w 2003 roku w angielskim Manchesterze City z Premier League. W listopadzie 2003 roku został wypożyczony do Oldham Athletic z Division Two. Nie zagrał tam jednak w żadnym meczu i w maju 2004 roku wrócił do Manchesteru. W jego barwach również nie rozegrał żadnego spotkania.
W 2004 roku Westwood odszedł do Carlisle United z Conference. W 2005 roku awansował z nim do League Two, a w 2006 roku do League One. W tych rozgrywkach zadebiutował 5 sierpnia 2006 roku w wygranym 1:0 pojedynku z Doncaster Rovers. W sezonie 2007/2008 został wybrany do jedenastki sezonu League One. Przez 4 lata w barwach Carlisle rozegrał 133 spotkania.
W 2008 roku Westwood przeszedł do Coventry City z Championship. Pierwszy ligowy mecz zaliczył tam 9 sierpnia 2008 roku przeciwko Norwich City (2:0). Od czasu debiutu jest podstawowym graczem składu Coventry. W sezonie 2008/2009 został wybrany do jedenastki sezonu Championship.

## Kariera reprezentacyjna
W reprezentacji Irlandii Westwood zadebiutował 29 maja 2009 roku w towarzyskim meczu z Nigerią, zremisowanym 1:1.